# 최원홍
최원홍(2000년 12월 14일 ~ )은 대한민국의 배우이다.

## 생애
2006년 SBS 드라마 《사랑도 미움도》를 통해 데뷔했으며, 이후 영화와 드라마 등에 출연하고 있다.

## 학력
- 안룡초등학교 (졸업)
- 곡반중학교 (졸업)
- 권선고등학교 (졸업)
- 단국대학교 연극영화학과 (휴학)

## 출연작

### 드라마
- 2005년 KBS2 《사랑도 리필이 되나요?》
- 2006년 KBS2 《위대한 유산》
- 2006년 SBS 《사랑도 미움도》 - 임민호 역
- 2007년 MBC 《김치 치즈 스마일》 - 동구 역
- 2007년 MBC 《이산》 - 완풍군 역
- 2007년 SBS 《그 여자가 무서워》 - 지웅 역
- 2007년 KBS2 《못된 사랑》 - 보람 역
- 2008년 MBC 《에덴의 동쪽》 - 어린 신태환 역 (조민기 아역)
- 2008년~2009년 KBS2 《바람의 나라》 - 어린 무휼 역 (송일국 아역) / 호동왕자 역
- 2008년~2009년 SBS 《가문의 영광》 - 어린 하수영 역 (전노민 아역)
- 2009년 KBS2 《전설의 고향 - 목각귀》 - 용이 역
- 2009년 KBS2 《공주가 돌아왔다》 - 나선웅 역
- 2010년 KBS2 《부자의 탄생》 - 부태경 역
- 2010년 KBS1 《거상 김만덕》
- 2010년 MBC 《런닝, 구》 - 어린 허지만 역 (유연석의 아역)
- 2010년 MBC 《장난스런 키스》 - 백은조 역
- 2011년 MBC 《마이 프린세스》 - 어린 박해영 역 (송승헌 아역)
- 2011년 KBS1 《우리집 여자들》 - 홍진 역
- 2011년 MBC 《계백》 - 어린 의자왕 역
- 2011년~2012년 JTBC 《인수대비》 - 어린 성종 역
- 2012년 SBS 《옥탑방 왕세자》 - 어린 이각 / 용태용 역 (박유천 아역)
- 2012년 SBS 《신의》 - 경창군(충정왕) 역
- 2013년 KBS2 《왕가네 식구들》 - 왕대박 역
- 2014년 JTBC 《12년만의 재회: 달래 된, 장국》 - 어린 유준성 역 (김시후 아역)
- 2014년 SBS 《비밀의 문》 - 엄재선 역
- 2015년 SBS 《마을》 - 바우 역
- 2016년 tvN 《피리부는 사나이》 - 서준 역
- 2016년 MBC 《캐리어를 끄는 여자》 - 오경환 역
- 2017년 OCN 《터널》 - 윤동우 역
- 2017년 OCN 《블랙》 - 오상민 역
- 2017년 MBC 《투깝스》 - 고등학생 역
- 2018년 MBC 《검법남녀》 - 박준하 역
- 2018년 tvN 《빅 포레스트》 - 김단 역
- 2018년 SBS 《복수가 돌아왔다》 - 강인호 역

### 영화
- 2006년 《길에서 벗어나다》 - 아이 역
- 2007년 《공전궤도》
- 2007년 《고필덕》 - 고필무 역
- 2007년 《늪 속의 괴물》 - 어린 민규 역
- 2007년 《그레꼬로망 러브》 - 남자아이 역
- 2008년 《아내가 결혼했다》 - 준서 역

### 방송
- 2005년 EBS 《대발견 아이큐》
- 2013년 투니버스 《난감스쿨》
- 2016년 MBN 《아재목장》

### 광고
- 천재교육 셀파
- 씨엘블루
- 오시코시
- 꼬망스
- LIG손해보험
- 아이클레이 완구
- 한국전력 수자원공사
- 삼성생명 (지면)
- 삼성생명 올라이프
- JBC (지면)
- 미래에셋증권
- 네이버
- 우리은행
- 크린웨어
- 크런치쉘
- 푸르덴셜
- 삼성화재
- 콘푸라이트